# ラッキー・デイ (歌手)
ラッキー・デイ（Lucky Daye、本名: David Debrandon Brown、1985年9月25日 - ）は、アメリカ合衆国ルイジアナ州ニューオーリンズ出身のR&Bシンガー、ソングライター。なお日本語では「ラッキー・ダイエ」の表記も見られるが、実際の英語では「デイ」と発音されている。

## 来歴
1985年9月25日、ラッキー・デイこと、デヴィッド・デブランドン・ブラウンはルイジアナ州ニューオーリンズに生まれる。世俗的な音楽を禁じたカルト教団の中で育ったラッキー・デイは、生来の歌のコツを発見し、児童書を自分の歌にしてメロディーを独学で学んだ。母親がカルトを脱退した後、ラッキー・デイはクラシックR&Bに浸るようになり、プリンス、リック・ジェームズ、ローリン・ヒル、スティーヴィー・ワンダーなどに夢中になった。彼は音楽のキャリアを追求するためジョージア州アトランタに移住した。
2005年、ラッキー・デイは19歳の時にオーディション番組アメリカン・アイドル（シーズン4）に出場していた。サム・クックの「A Change is Gonna Come」を歌い4票の"YES"を獲得したが、トップ20に入った後に脱落した。
その後、ラッキー・デイはソングライターとバックグラウンド・ボーカリストとしての地位を確立し、2008年にはキース・スウェットのアルバムの制作に参加し、2014年にはBoyz II Menの曲「Believe Us」でソングライティングを担当した。2016年から2017年にかけては、キキ・パーマー、エラ・メイ、トレイ・ソングス、メアリー・J・ブライジなどのソングライティングを担当する。
2018年10月、ラッキー・デイはKeep Cool RecordsとRCA Recordsと契約したことを発表し、デビュー・シングル「Roll Some Mo」をリリースした。11月9日に1st EP『I』を、翌年2月6日には2nd EP『II』をリリースする。
2019年5月24日、デビュー・アルバム『Painted』をリリースする。第62回グラミー賞では最優秀R&Bアルバム賞、「Roll Some Mo」が最優秀R&Bパフォーマンス賞と最優秀R&Bソング、「Real Games」が最優秀トラディショナルR&Bパフォーマンス賞と計4部門にノミネートされた。

## ディスコグラフィ
スタジオ・アルバム
- Painted (2019年)